# 安田敬一郎
安田 敬一郎（やすだ けいいちろう、9月3日 - ）は、日本のフリーアナウンサー。

## 経歴
鹿児島県出身。鹿児島県立甲南高等学校、大阪芸術大学芸術学部放送学科卒業。大学在学時にはアナウンススクールの生田教室に通っていた。
1989年4月に山陽放送に入社し、同期の早田和泰、本田祐美とともに同局のアナウンサーになる。1996年4月にWOWOWへ移籍し、17年間同局に在籍した。
その後は個人事務所を設立し、フリーアナウンサーとして活動している。途中、2017年からは東京俳優生活協同組合（俳協）に、その後はタイムリーオフィスに所属していた。

## 出演
脚注の無いデータは、安田敬一郎公式サイトに掲載されていた出演データからの参考。

### テレビ番組
- 山陽TVイブニングニュース（RSKテレビ） - 土曜版キャスター
- RSK5時（RSKテレビ） - キャスター
- 流行MON倶楽部（RSKテレビ） - 司会
- スポーツ中継（RSKテレビ、WOWOW、GAORA） - ナレーター、実況担当[1][4]
- ラグビーウィークリー（BS朝日） - コーナーレギュラー[1][4]
- 週末は…ウマでしょ! 賢者たちの晩餐会（フジテレビ） - ナレーター[1][4]
- 追跡LIVE! Sports ウォッチャー（テレビ東京） - 週末版ナレーター[4]

### ラジオ番組
- サンデーベスト（RSKラジオ） - パーソナリティ[4]
- ラジオマガジン（RSKラジオ）
- プレシャスサンデー内 宮下純一のかごしま茶チャチャ（TBSラジオ） - レギュラーパーソナリティ[1][4]

### 映画
- 男はつらいよ 寅次郎紅の花（松竹、1995年） - 観光客 役
- ヘルタースケルター（アスミック・エース、2012年） - 記者 役

### テレビドラマ
- 理由（WOWOW、2004年） - ニュースキャスター 役

### ゲーム
- ウマ娘 プリティーダービー（Cygames、2021年） - 解説 役[4]

### ウェブCM
- 「ただアレするだけの機械あつめてみた」シリーズ（ファンケル、2021年 - 2024年） - ナレーター[4]